# 辨谬篇
《辨谬篇》 (英文：On Sophistical Refutations；希腊文: Σοφιστικοὶ Ἔλεγχοι; 拉丁文: De Sophisticis Elenchis) 是亚里士多德著作集《工具论》中的一篇著作。
《工具论》是亚里士多德学派的传人们（即逍遥学派）将他的六篇关于逻辑的著作汇编成的一部著作集，并定为此名。这六篇著作分别是《范畴篇》、《解释篇》、《前分析篇》、《后分析篇》、《论辩篇》和《辨谬篇》。  

## 简介
研究谬误的历史始于亚里斯多德的著作《辨谬篇》。 这是他早期著作中的一部分，而且该作品似乎是他对辩证论据的论点的延续。 尽管他对谬误的最广泛且理论上最详细的讨论是在《辨谬篇》中，但亚里斯多德还在《前分析篇》(Prior Analytics)和《修辞篇》(On Rhetoric)中讨论了谬误。 
《辨谬篇》发表于公元前350年，共有34章。该书分为两部分：与发问者策略有关的章节（3-8和12-15）和与回答者策略有关的章节（16-32）。此外，还有引言（1-2）、插曲（9-11）和结论（33-34）。
本书研讨了诡辩式反驳（sophistic refutations)， 要点如下：
- 诡辩式反驳看起来似乎是反驳（refutations），但实际上是谬误（fallacies）。诡辩者的艺术式有只有智慧的表象，没有真实的智慧，诡辩者是通过看起来有智慧但不真有智慧的方式来赚钱的人。
- 对话形式的论证有四个类别：教导（说教）性论证，辩证性论证，考查性论证和争议性论证。本书侧重讨论争议性论证。
- 争论的双方想达到的目地是使对方陷入的各种境地，或者说窘境。 有五个这种境地： 依理被驳斥，谬误，悖论，语法错误，语句重复。如果有可能选择用哪种方法，则按优先次序为：依理被驳斥，谬误，悖论，语法错误，语句重复。
- 反驳的方式有两种，其一与所用语言有关，其二与语言本身无关。见辨谬篇#谬误

## 谬误
辨谬篇一共涉及13种谬误，见该书的第4章。简介如下：
- 用所用语言造成合理论证错觉的方法有六种:

1. 语义双关 (Equivocation)   - 逻辑形式： 在前提中，术语X用于表示Y， 结论中的术语X用于表示Z。
2. 歧义语句(Amphiboly, Syntactic ambiguity， 或 Structural ambiguity)  逻辑形式：其歧义性不是由单个单词的含义范围引起的，而是由句子的单词和从句之间的关系以及其中的单词顺序所基于的句子结构引起的。
3. 合并(又称：合成谬误)（Composition）  -  逻辑形式：以偏概全。例子：“此轮胎由橡胶制成，因此，作为轮胎一部分的车辆也由橡胶制成。”
4. 拆散(又称： 分割谬误）(Division)  -  逻辑形式：对象O具有属性P。 因此，O的所有部分都具有属性P。例子：“宇宙已经存在了一百五十亿年。 宇宙是由分子组成的。 因此，宇宙中的每个分子已经存在了一百五十亿年。"
5. 重音謬誤；
6. 表达形式(Figure of speech, 或 Form of expression)。

- 至于与语言无关的謬误则有七种：

1. 由于偶然性而产生的谬误;
2. 由于意义笼统而产生的谬误，或者虽非笼统，但是就某个方面或地点或时间或关系上被述说而产生的谬误；
3. 由于对反驳无知而产生的谬误;
4. 由于结果而产生的谬误;
5. 因假定尚待论证中的基本论点而产生的谬误;
6. 把不是原因的事物作为原因而产生的谬误;
7. 将多个问题并成一个问题而产生的谬误。